# Phil Taylor (šipkař)
Phil Taylor, celým jménem Philip Douglas Taylor (* 13. srpna 1960 Stoke-on-Trent) je bývalý anglický profesionální šipkař, považovaný za nejlepšího šipkaře všech dob. Během jeho pětadvacetileté kariéry se mu povedlo 14× vyhrát mistrovství světa v rámci organizace PDC a 2× v rámci organizace BDO, což se dodnes žádnému jinému šipkaři nepovedlo. Televize BBC ho dokonce v roce 2019 zařadila mezi 10 nejlepších britských sportovců za posledních 35 let.
Taylor drží prvenství i v počtu vyhraných mistrovství světa v řadě – konkrétně se mu jich povedlo vyhrát osm za sebou v letech 1995 až 2002, 14× za sebou se dokázal dostat do finále (1994–2007), celkově se do finále dostal 21×. Celých 13 let držel pozici světové jedničky v rámci organizace PDC a dokonce i osm let v řadě (2006–2013). Vyhrál 70 turnajů v rámci PDC Pro Tour, což byl do února 2019 rekord, poté ho předstihl Michael van Gerwen. V televizních utkáních se mu jedenáctkrát povedlo trefit tzv. „nine-dart leg” (česky devítišipkový leg, zkráceně pak devítka). Je také dosud jediným hráčem, kterému se povedlo trefit v jednom zápase devítku dvakrát.
Do roku 1993 hrál v rámci organizace BDO, poté společně s dalšími patnácti nejlepšími hráči přešel do nově se formující organizace PDC, která je dnes všeobecně braná za nejlepší. Šestkrát získal cenu PDC Player of the Year (česky PDC Hráč roku) - konkrétně v letech 2006, 2008, 2009, 2010, 2011 a 2012 a dvakrát byl nominován na cenu BBC Sports Personality of the Year (česky BBC Osobnost roku), v roce 2006 a 2010 obsadil druhé místo a stal se tak prvním šipkařem v historii, kterému se povedlo v rámci tohoto ocenění dostat na první dvě místa. V roce 2011 byl uveden do Síně slávy PDC. V roce 2018, po mistrovství světa, ve kterém prohrál ve finále s Robem Crossem 4:7 na sety, oznámil definitivní konec kariéry. Po ukončení kariéry se ale od roku 2022 pravidelně představuje v exhibičním turnaji, tzv. „World Seniors Darts Championship” (což lze do češtiny přeložit jako Mistrovství světa seniorů – což je myšleno tak, že zde setkávají hráči, kteří již aktivně nehrají). V prvním ročníku vypadl ve čtvrtfinále s dalším bývalým hráčem Kevinem Painterem.
Je pravák, ale míří levým okem, což je v rámci šipek celkem neobvyklý jev. Na své hody si dává dostatek času, což bylo v době, kdy se šipkami začínal, zcela normální, ale u mladších šipkařů (např. u bývalé světové jedničky Michaela van Gerwena nebo i u současné Michaela Smitha) převažuje styl rychlejší. Jeho nejznámější přezdívkou, se kterou hrál na turnajích PDC i BDO je The Power (česky Síla). Dříve jsme u něj mohli vidět i přezdívku Crafty Potter (česky Mazaný hrnčíř), což souvisí s místem narození Stoke-on-Trent, městem, které proslulo jako kolébka hrnčířství.

## Mládí
Taylor se narodil v městě Stoke-on-Trent, což je město se zhruba 250 000 obyvateli, přibližně 250 km severně od Londýna manželům Dougovi a Liz Taylorovým. V šestnácti letech odešel ze školy a poté, co vystřídal několik různých brigád, začal pracovat jako dělník v továrně na keramické držáky toaletního papíru, kde si vydělal zhruba 52 liber týdně. Přestože již od mládí měl velice rád šipky, ale i fotbal, tak k šipkařskému sportu se dostal až v roce 1986, kdy začal hrát v hospodě Crafty Cockney (což lze volně přeložit jako Lstivé kohoutí vejce), kterou vlastnil tehdejší mistr světa Eric Bristow. O 6 měsíců později mu jeho žena k narozeninám koupila ocelové šipky a terč. Bristow si všiml Taylorova talentu a finančně ho podporoval v začátcích profesionální kariéry, půjčil mu 10 000 liber, aby mohl Taylor skončit v zaměstnání a plně se věnovat šipkám.

## Začátky kariéry (1987-1993)
Bristow finančně podpořil Taylora and společně odcestovali do Las Vegas, kde se společně účastnili turnaje North American Open, kde byl Taylor vyřazen již v prvním kole a následně se mu při jeho premiérovém roce na tour vůbec nedařilo.
První titul vyhrál v roce 1988 na Canadian Open, kde ve finále porazil tehdejšího úřadujícího mistra světa Boba Andersona. Tím, že se mu podařilo v roce 1989 dostat do čtvrtfinále British Open a semifinále World Masters, se kvalifikoval na své první mistrovství světa v roce 1990. Do turnaje byl ale i přes některé dílčí úspěchy v roce 1989 zařazen do turnaje jako nenasazený. V prvním kole porazil tehdejší světovou šestku Russella Stewarta (3:1), ve druhém Dennise Hicklinga (3:0), ve třetím Ronnieho Sharpa (4:2). V semifinále pak dominoval výsledkem 5:0 na Cliffem Lazarenkem a dostal se při své první účasti do finále, kde se utkal se svým kamarádem Ericem Bristowem, legendou šipkařského sportu.
Bristow tou dobou bojoval s "dartitis" (což je stav, při kterém šipkař ztrácí motivaci a zpravidla kvůli tomu hůře hází, např. bývalý hráč Paul Nicholson kvůli tomu ukončil aktivní kariéru). Bristow se sice účastí ve finále udržel na pozici světové jedničky, ve kterém ale Taylorovi podlehl a Taylor tak vyhrál při své první účasti mistrovský titul. Ve zbytku roku 1990 Taylor dominoval a vyhrál hned několik "otevřených" titulů - na ostrově Man, ve Finsku, Severní Americe, Dánsku a také vyhrál turnaje "The British Pentathlon", "British Masters", "Europe Cup" a také vyhrál i další tzv. "major" turnaj - World Masters.
V roce 1991, kdy obhajoval titul mistra světa, vypadl ve čtvrtfinále s Dennisem Priestleym, který toho roku poprvé v kariéře ovládl šampionát. V roce 1992 se mu ale podařilo titul získat zpět do svých rukou, když ve finále porazil Mikea Gregoryho 6:5 (Gregory tehdy netrefil 6 tzv. "match-darts" neboli vítězných šipek). Taylor to dodnes považuje za jedno z jeho největších vítězství v kariéře. V roce 1993, poté, co měla BDO obrovské finanční problémy a odcházeli jí sponzoři Taylor přešel do nově se formující organizace PDC.

## Kariéra v PDC (1994-2020)

### 1994-1998
Na prvním mistrovství světa, pořádaném organizací PDC v roce 1994 prohrál ve finále s Dennisem Priestleym. Následně ale na mistrovství světa doslova dominoval, vyhrál ho totiž osmkrát za sebou, konkrétně mezi lety 1995 až 2002. V letech 1996, 1997 a 1998 se pokaždé opakovalo složení z prvního turnaje, když Taylor pokaždé vyzval Dennise Priestleyho a pokaždé ho porazil. V roce 1998 se Taylorovi tím, že vyhrál již páté mistrovství světa (2x BDO; 3x PDC), podařilo porazit svého dobrého kamaráda a velkého soupeře Erica Bristowa v počtu výher na tomto šampionátu.

### 1999-2004
V dalších letech se Taylorovi dařilo dál obhajovat titul mistra světa (v roce 1999 a 2002 porazil Petera Manleyho, v roce 2000 vyhrál již ve čtvrtém finále nad Dennisem Priestleym a v roce 2001 porazil Johna Parta). Právě Partovi se ale povedlo v roce 2003 zlomit neporazitelnost Taylora, když ho ve velice napínavém a dlouhém finále porazil 7:6 na sety. Taylorovi se zároveň povedlo v letech 2000 až 2004 kralovat druhému nejcennějšímu turnaji v té době - World Matchplay. Ke konci roku 2004 Taylor vyhrál 11x mistrovství světa a 7x World Matchplay.

### 2004-2008
V roce 2004 si došel pro další titul mistra světa, když dokázal ve finále porazit Kevina Paintera 7:6 na sety. Titul získal i v letech 2005 a 2006. Až v roce 2007 zlomil jeho neporazitelnost další legendární hráč Raymond van Barneveld, který ho porazil ve finále. V roce 2008 se po dlouhých 14 letech nepovedlo dostat do finále, prohrál tehdy v semifinále s Waynem Mardlem, který je dnes jedním z hlavních komentátorů šipkových zápasů na televizi Sky Sports. 